# Klimavolksbegehren

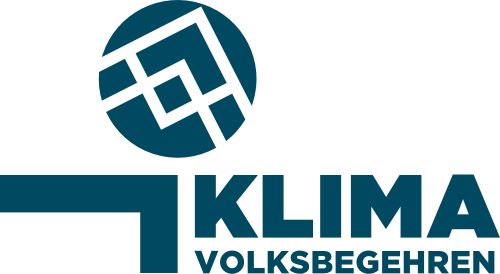
Logo

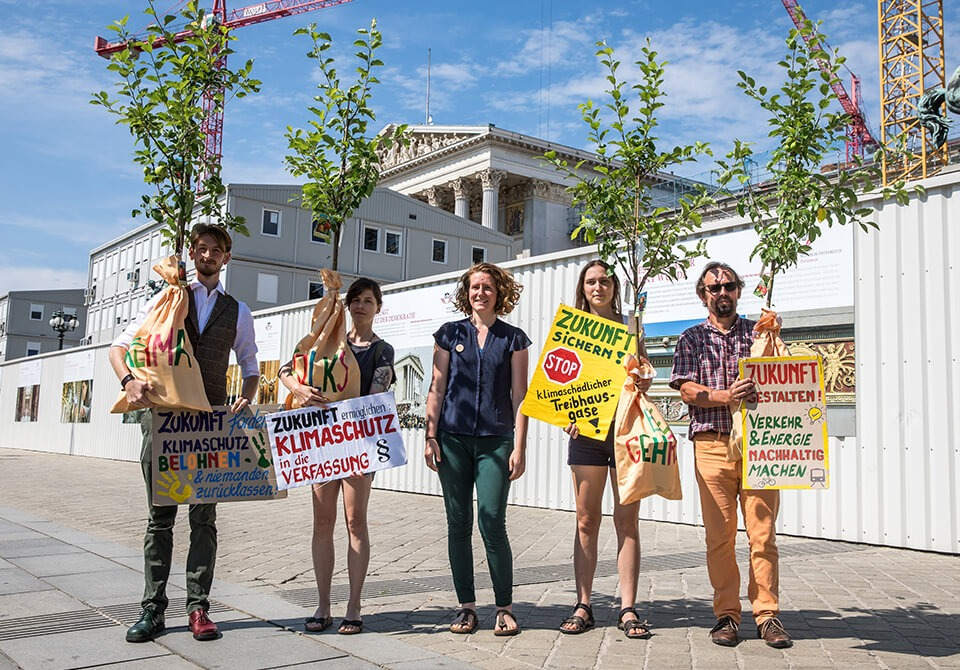
Präsentation des Klimavolksbegehrens vor dem Parlament im Oktober 2019

Das Klimavolksbegehren ist ein Volksbegehren, das von 22. bis 29. Juni 2020 in Österreich stattfand. Es fordert die Verankerung des Klimaschutzes in der Verfassung sowie den Klimaschutz unterstützende Gesetze, um damit die Abhängigkeit von fossiler Energie zu beenden. Es wird von einer breiten Allianz zivilgesellschaftlicher Organisationen getragen und unterstützt. Das Volksbegehren erreichte insgesamt 380.590 Unterschriften, das sind 5,96 % der Wahlberechtigten, den bisher 21. Rang in der Liste aller bisher durchgeführten Volksbegehren.

## Forderungen
Das Klimavolksbegehren hat vier Hauptforderungen an den Gesetzgeber. Hier die Überschriften, die auf der Website des Volksbegehrens erläutert sind:
1. Zukunft ermöglichen: Recht auf Klimaschutz in die Verfassung!
- Österreich müsse „die Reduktion der Emissionen im Einklang mit dem Pariser Klimaschutzabkommen gewährleisten und Klimaschutz bei allen Regelungsvorhaben bedenken. Damit dieses grundlegende Recht auch eingefordert werden kann und langfristig festgelegt wird, ist es in der Verfassung zu verankern.“

2. Zukunft sichern: Stopp klimaschädlicher Treibhausgase!
- „Ein verbindliches, wissenschaftlich fundiertes CO2-Budget im Klimaschutzgesetz“
- „Einen Klimarechnungshof, der die Einhaltung des CO2-Budgets prüft“
- „Einen Klimacheck bestehender und neuer klimarelevanter Gesetze und Verordnungen“

3. Zukunft fördern: Klimaschutz belohnen und niemanden zurücklassen!
- „Kostenwahrheit und eine ökosoziale Steuerreform“
- „Den vollständigen Abbau klimaschädigender Subventionen“

4. Zukunft gestalten: Mobilität und Energie nachhaltig machen!
- „Eine flächendeckende Versorgung mit klimafreundlicher Mobilität“
- „Eine garantierte Finanzierung der Energiewende“

## Geschichte
Das Volksbegehren wurde im Herbst 2018 von Helga Krismer, Abgeordnete der Grünen zum niederösterreichischen Landtag, initiiert. Im März 2019 übergab sie die Rolle der Sprecherin an Katharina Rogenhofer, die Fridays for Future in Österreich initiiert hatte.
Das Volksbegehren wurde am 27. August 2019 am Wiener Maria-Theresien-Platz offiziell vorgestellt. Alexander Egit (Greenpeace), Isabella Steger (Bundesjugendvertretung), Katharina Rogenhofer (Klimavolksbegehren-Sprecherin), Walter Rijs (katholische Aktion Österreich) und Sylvia Leodolter (Arbeiterkammer Wien) warnten vor den Folgen des Klimawandels. Egit erklärte als Zielsetzung des Volksbegehrens:

„Wir wollen mit dem Klimavolksbegehren erreichen, dass Österreich vom Klimaschutz-Schlusslicht zum Vorreiter Europas wird. Das Verfehlen der Klimaschutzverpflichtungen würde Österreich (in Form von Strafzahlungen) bis zu zehn Milliarden Euro in den kommenden zehn Jahren kosten.“

Bereits in der Unterstützungsphase erreichte das Klimavolksbegehren mit 114.000 Unterschriften die für die Behandlung im Nationalrat notwendigen 100.000 Unterstützungen. Am 4. März 2020 wurde das Klimavolksbegehren beim Stand von 114.000 Unterstützungserklärungen beim Innenministerium eingereicht.
Die Eintragungswoche wurde trotz COVID-19-Pandemie mit 22. bis 29. Juni 2020 festgelegt. In der Eintragungswoche erreichte das Volksbegehren insgesamt 380.590 Unterschriften, das sind 5,96 % der Wahlberechtigten.

## Folgen
Die Regierungsparteien ÖVP und Grüne beschlossen im Frühjahr 2021 einen Entschließungsantrag, um Forderungen des Klimavolksbegehrens umzusetzen.
Im März 2021 ersuchte der Nationalrat die Bundesregierung, die Forderungen des Klimavolksbegehrens umzusetzen – der Klimarat der Bürgerinnen und Bürger war geboren. Gemäß Entschließung des Nationalrats soll der Klimarat als „partizipativer Prozess zur Diskussion über und Ausarbeitung von konkreten Vorschlägen für die zur Zielerreichung notwendigen Klimaschutzmaßnahmen auf dem Weg zur Klimaneutralität 2040 eingerichtet werden. Diese werden an das Klimakabinett beziehungsweise die Bundesregierung übermittelt.“ Das Empfehlungen des Klimarates wurde in Berichtform übergeben, sie umfassen folgende Handlungsfelder: Energie, Konsum und Produktion, Ernährung und Landnutzung, Wohnen und Mobilität. Gefordert wurde u. a. ein Klimaschutzgesetz für Österreich.